# Batalla de Messene
La batalla de Messene va tenir lloc el 397 aC, durant l'enfrontament pel control de Sicília entre cartaginesos i grecs, liderats per Siracusa. En resposta al Setge de Mòtia (398 aC) per part de Dionís el Vell, tirà de Siracusa, Cartago va enviar un exèrcit sota les ordres d'Himilcó Hannó per recuperar els territoris perduts. Himilcó va arribar a Panorm i va seguir la costa cap al nord. Quan els habitants de Messene sortiren de la ciutat per enfrontar-s'hi, Himilcó va enviar 200 naus de guerra contra la ciutat, que fou saquejada i totalment destruïda.

## Rerefons
Després de la severa derrota que patiren a la batalla d'Hímera (480 aC), els cartaginesos es mantingueren al marge de les lluites pel control de Sicília per un període de 70 anys. No fou fins al 409 aC quan es van sentir amb prou forces per retornar a l'illa, acudint en resposta a les peticions d'ajuda de la ciutat aliada de Segesta contra la grega Selinunt. Aquesta expedició, liderada per Anníbal Mago, va saquejar Selinunt i Hímera. 3 anys més tard, el 406 aC, tornaven els cartaginesos a Sicília per castigar les incursions gregues en els seus dominis, capturant Acragant, Gela i Camarina. La derrota grega fou total i propicià la pujada al poder de Dionís el Vell, que va signar la pau amb el cap dels cartaginesos, Himilcó. El tractat donava a Cartago el control directe o indirecte del 60% de Sicília, però Dionís no tenia cap intenció de respectar-lo per gaire temps i va aprofitar la pau per fortificar Siracusa, ampliar el seu exèrcit, contractar mercenaris i construir naus de guerra.

### Atac de Dionís
El 398 aC, Dionís va enviar una ambaixada a Cartago amb l'amenaça de declarar la guerra si no es renunciava a totes les ciutats sicilianes sota control cartaginès. Abans fins i tot de conèixer la resposta, Dionís va deixar clares les seves intencions deixant que els seus mercenaris assassinessin els ciutadans púnics de Siracusa, expropiant les seves propietats i riqueses. Llavors va dirigir el seu exèrcit contra la ciutat de Mòtia, portant amb ell 200 naus de guerra i les seves noves catapultes. Aquesta acció va originar la revolta contra els cartaginesos en diverses ciutats, que enviaren soldats per unir-se a Dionís, deixant només Panorm, Solunt, Ancires, Segesta i Entel·la lleials a Cartago.

### Caiguda de Mòtia
Mòtia era una ciutat ben fortificada que s'aixecava en una illa al bell mig d'un llac. El setge fou llarg i Dionís va haver d'emprar ariets per obrir bretxes a les muralles.
Himilcó va intentar socórrer els seus aliats i amb la seva flota va ser capaç de sorprendre la flota grega i destruir moltes naus de transport i atrapar les naus de guerra gregues dins del llac, però Dionís va respondre amb enginy, construint una petita carretera amb troncs de fusta per permetre treure les seves naus per terra a mar obert. Davant d'això, Himilcó es va retirar i Mòtia va caure.

## Cartago contraataca
Himilcó no es va rendir i va reclutar un gran exèrcit de més de 50.000 homes, 4.000 genets, 400 carruatges de guerra, 400 trirrems i 600 naus de transport.
Les tropes púniques posaren rumb a Palerm, on arribaren malgrat l'oposició de la flota grega comandada per Leptines de Siracusa (germà de Dionís el Vell). Allí reberen el reforç de 30.000 sicilians de les ciutats aliades i marxaren cap a Mòtia, que fou recuperada juntament amb la ciutat d'Erix. Davant de Mòtia, Himilcó va fundar la ciutat de Lilibèon i després va anar en socors de Segesta, sota setge per part dels grecs, que en veure l'arribada d'Himilcó, van fugir.

## Direcció a Messene
Davant l'arribada d'Himilcó, Dionís va aixecar el setge a les ciutats de Segesta i Entel·la i va tornar a refugiar-se a Siracusa. L'exèrcit púnic era més nombrós que el seu i a més, Dionís havia perdut el suport de Mòtia i Èrix, quedant-se sense llocs de refugi on proveir-se.
Potser amb la intenció d'atacar directament Siracusa, Himilcó va decidir no seguir la ruta terrestre de la costa, on podria haver capturat Acragant, Gela i Camarina, i en canvi va navegar directament cap a Messene amb totes les seves naus i tropes. Només es va aturar a Lípara, on va recollir 30 talents de plata com a tribut. Un cop va tenir assegurada la línia de subministrament, va desembarcar a 12 milles de Messene, acampant a prop del santuari de Posidó.

## Batalla de Messene
La situació de Messene no era gaire bona. Les seves defenses no havien estat reforçades i no estaven en bon estat, així que no es trobava preparada per suportar un setge. Potser per aquestes raons, el govern de la ciutat va decidir enfrontar-se a Himilcó a camp obert, així que les tropes de Messene avançaren cap al campament púnic. Les tropes dels cartaginesos eren molt més nombroses que les de Messene, així que Himilcó no va fer res per aturar l'enemic. Aprofitant la seva superioritat naval, va ordenar al seu lloctinent i familiar Magó que amb 200 naus ataqués la indefensa ciutat.
Aquest contingent va arribar ràpidament a la ciutat abans que els grecs poguessin recular, van prendre control del port i van entrar a la vila per les bretxes de les muralles provocant la fugida de molts dels habitants. No hi ha constància que les tropes de Messene s'enfrontessin amb els púnics i es presumeix que fugiren en veure caure la ciutat.

## Fets posteriors
Himilcó va prendre el poder de Lípara i Messene en només 10 dies. Controlava l'Estret i tenia a les seves mans un port prou gran per la seva flota de 600 naus. Malgrat tot, va decidir no establir-s'hi perquè temia no poder garantir la seva presència, estant Messene tan allunyada de Cartago.
Així que després de saquejar i destruir la ciutat, va avançar cap al sud, per la costa est. Per tal d'assegurar-se la rereguarda, va fundar la ciutat de Tauromènion entre Messene i Catana, poblant-la amb sículs hostils a Dionís.